# Katedra w Lavaur
Katedra św. Alana w Lavaur (fr. Cathédrale Saint-Alain de Lavaur) – kościół położony w Lavaur.
W miejscu obecnej budowli istniał w XI w. kościół opacki, który w latach 1255–1317 przebudowano na katedrę o charakterze obronnym wzorowaną szczególnie na katedrze św. Cecylii w Albi, co miało ułatwić kontrolę na terenami do niedawna opanowanymi przez albigensów. W 1317 r. kościół zyskał status katedry i pozostawał siedzibą biskupstwa do 1790 r.
We wnętrzu znajdują się polichromie z motywem kwiatowym z XIV w. i heraldycznym z XVII w., XIX-wieczne iluzjonistyczne zdobienia sklepienia i ścian oraz renesansowy prospekt organowy. 